# واتسلاو دورژتسکی
واتسلاو دورژتسکی (لهستانی: Wacław Dworzecki; ۳ اوت ۱۹۱۰ – ۱۱ آوریل ۱۹۹۳) بازیگر، و بازیگر تلویزیون اهل امپراتوری روسیه بود.
وی همچنین برندهٔ جوایزی همچون هنرمند مردمی جمهوری شوروی فدراتیو سوسیالیستی روسیه شده‌است.